# Portugal op het Eurovisiesongfestival

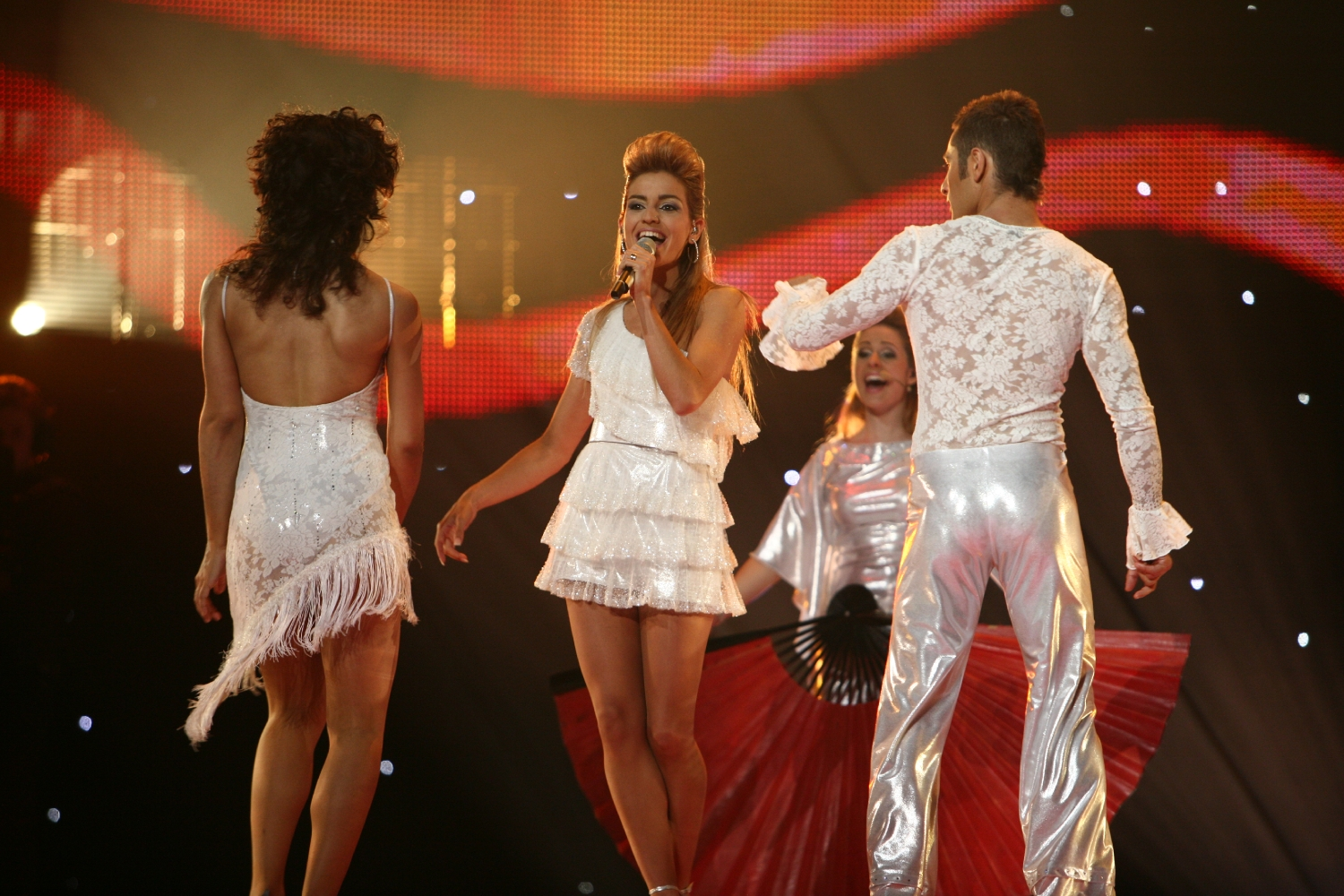
Sabrina in Helsinki (2007)

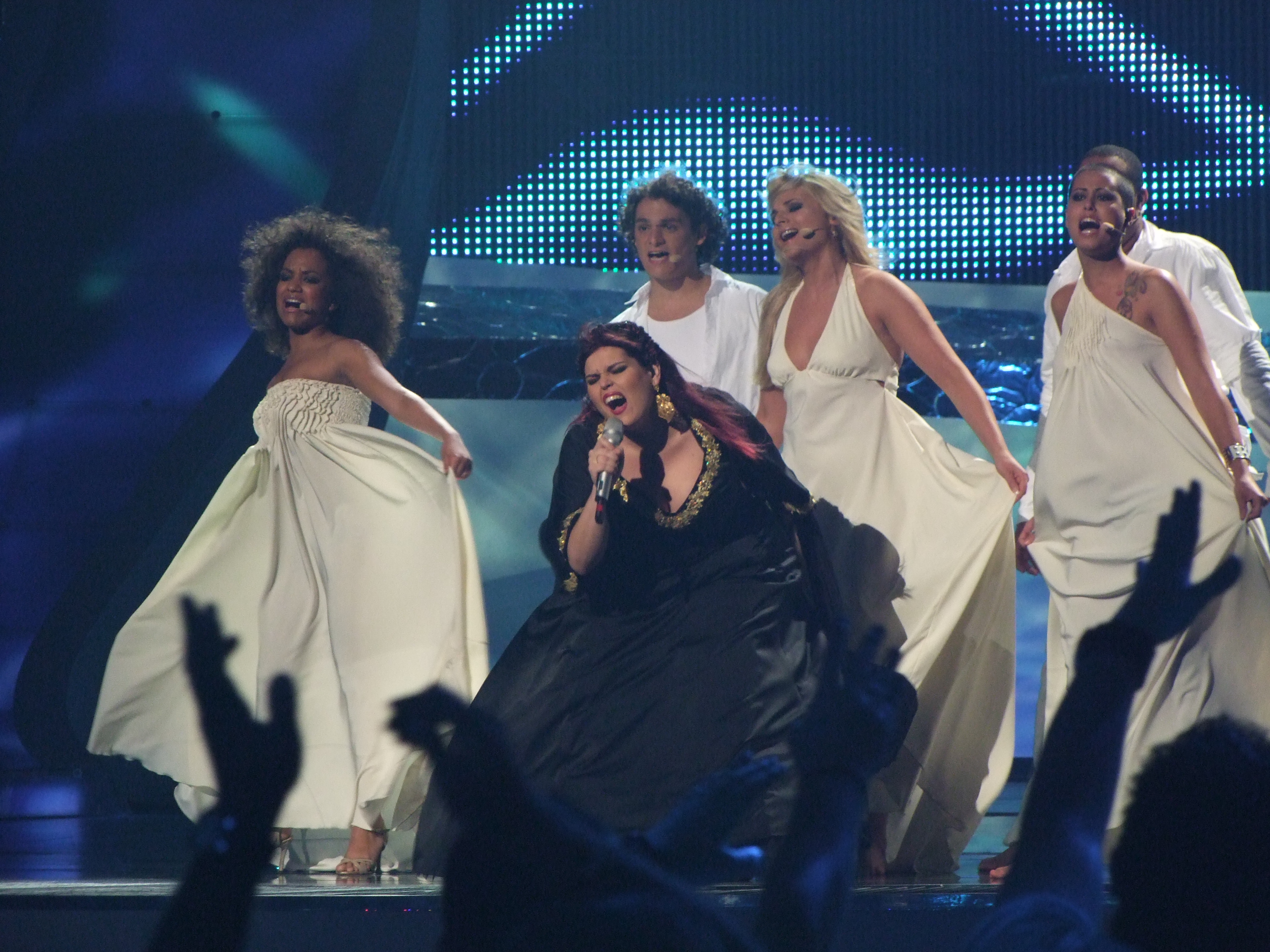
Vânia Fernandes in Belgrado (2008)

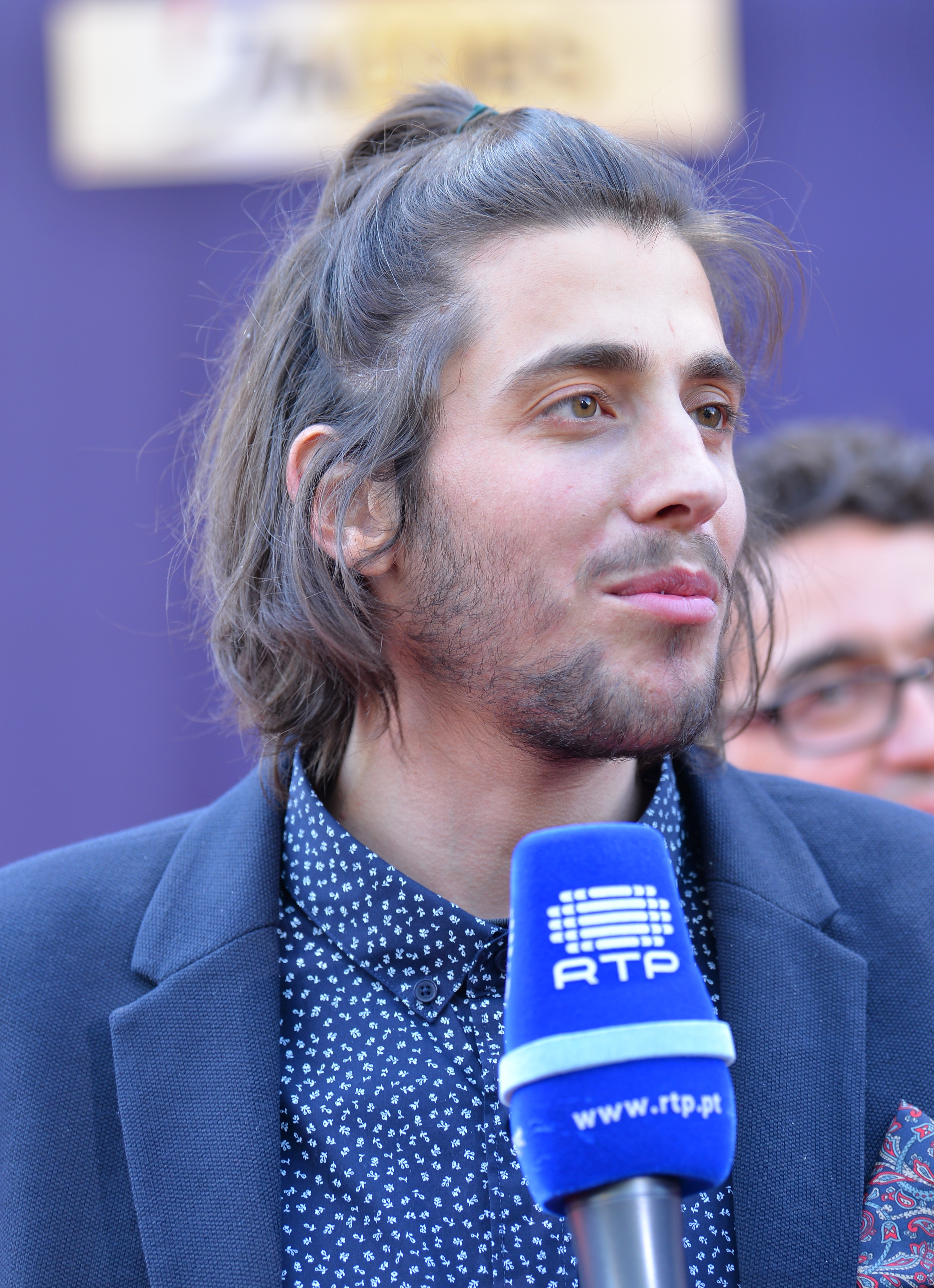
Salvador Sobral behaalde op het Eurovisiesongfestival in 2017 de eerste overwinning ooit voor zijn land

Portugal doet sinds 1964 mee aan het Eurovisiesongfestival.
Jarenlang was een zesde plaats in 1996 de hoogste positie die Portugal behaalde, todat het land in 2017 de 62e editie won met Amar pelos dois, gezongen door Salvador Sobral.

## Overzicht

### Jaren 60 t/m jaren 80
De eerste deelname in 1964 verliep voor Portugal zeer teleurstellend. Het land kreeg met António Calvário en zijn nummer Oração geen enkel punt en eindigde meteen op een gedeelde laatste plaats. Deze valse start werd in de jaren erna gevolgd door eveneens povere resultaten. Keer op keer kregen de Portugezen maar weinig punten en ieder jaar bleven ze hangen in de onderste regionen van de ranglijst. In 1970 was Portugal voor het eerst sinds zijn eerste deelname afwezig op het Eurovisiesongfestival. Portugal had zich samen met Oostenrijk en enkele Scandinavische landen teruggetrokken, omdat men het niet eens was met de gang van zaken omtrent het songfestival van 1969, waarbij niet één maar vier winnaars uit de bus waren gekomen.
De boycot duurde één jaar. Portugal keerde in 1971 terug op het songfestival en eindigde met zangeres Tonicha op een 9de plaats met 83 punten. Het was het eerste echte succes voor de Portugezen op het songfestival, dat echter een jaar later, in 1972, alweer overtroffen werd. Carlos Mendes kreeg voor zijn lied A festa da vida toen 90 punten en eindigde als 7de. In 1973 bereikte Portugal voor de derde achtereenvolgende maal een top 10-klassering, met Fernando Tordo en zijn lied Tourada.
Na 1973 ging het weer bergafwaarts met de Portugese resultaten. In 1974 eindigde het land voor de tweede maal in de geschiedenis helemaal onderaan, met de ballad E depois do adeus van Paulo de Carvalho. Dit lied werd echter later een symbool voor het begin van de Anjerrevolutie, die de Portugese dictatuur van António de Oliveira Salazar omver wierp.
Portugal belandde in de jaren die volgden in de middenmoot. In 1979 en 1980 wist het land weer twee succesjes in de wacht te slepen met respectievelijk een 9de plaats voor Sobe, sobe, balão sobe van Manuela Bravo en een 7de plek voor Um grande, grande amor van José Cid. Hierna brak wederom een nieuwe periode aan zonder uitschieters.

### Jaren 90 t/m 2016
Begin jaren negentig kende Portugal een opleving op het Eurovisiesongfestival. In 1991 werd voor het eerst in elf jaar weer de top 10 gehaald dankzij Dulce Pontes, die haar ballad Lusitana paixão naar een achtste plaats wist te zingen. Twee jaar later kreeg dit succes een vervolg met zangeres Anabela, die tiende werd met A cidade até ser dia. In 1994 eindigden de Portugezen vervolgens nog eens als 8ste met Chamar a música van Sara Tavares. Het voorlopige hoogtepunt werd bereikt in 1996, toen Lúcia Moniz voor Portugal meedeed met het up-tempo nummer O meu coração não tem cor. De 92 punten die Moniz ermee wist te vergaren en de zesde plaats in de eindrangschikking was tot dan toe het grootste Portugese succes ooit op het Eurovisiesongfestival en zou dat nog blijven tot 2017.
Portugal leek na jaren van middelmatige prestaties eindelijk een heuse glorieperiode te pakken te hebben. In 1997 kwam daar echter een einde aan toen het land plots als laatste eindigde met nul punten. Het was de derde keer in de geschiedenis dat Portugal laatste werd en bovendien het begin van weer een reeks matige resultaten, die er overigens in 2000 voor zorgden dat Portugal noodgedwongen een jaar verstek moest laten gaan. Het was het eerste songfestival sinds 1970 waarbij het land afwezig was. Twee jaar later, in 2002, bleven de Portugezen nogmaals thuis, hoewel ditmaal vrijwillig.
In 2004 werd de halve finale op het Eurovisiesongfestival ingevoerd. Hierdoor lukte het Portugal aanvankelijk nog amper de finale van het liedjesfestijn te bereiken. Het land deed in 2005 voor het eerst in zijn songfestivalgeschiedenis met een gedeeltelijk Engelstalig nummer. Portugal was tot 2005, ondanks de vrije taalregel die in sommige periodes op het songfestival van kracht was, altijd vertegenwoordigd geweest in de moedertaal. De mix van Portugees-Engels werd in 2005 echter geen succes, en dezelfde formule faalde wederom in 2006. Sinds 2007 probeerde Portugal het daarom weer met louter in het Portugees gezongen liedjes. Deze inzendingen bleken door Europa meer gewaardeerd te worden: In 2007 liep zangeres Sabrina kwalificatie voor de finale nog op drie puntjes mis, maar vanaf 2008 wist Portugal driemaal op rij wel de finale te bereiken. Verder dan de middenmoot kwam het land in de finale vervolgens steeds niet. Het resultaat van Vânia Fernandes, die in 2008 met haar meeslepende ballad Senhora do mar 2de werd in de halve finale en 13de in de finale, betekende toch het grootste succes voor Portugal in tien jaar.
In 2011 en 2012 ging het weer minder met Portugal. Met respectievelijk Homens da Luta en Filipa Sousa kreeg het land te weinig punten om zich te kwalificeren voor de finale. Vanwege financiële problemen bij de nationale omroep namen de Portugezen niet deel aan het Eurovisiesongfestival 2013. Het was de tweede keer dat Portugal zich vrijwillig uit het Eurovisiesongfestival terugtrok.
In 2014 deed Portugal weer mee, maar raakte niet voorbij de halve finale. Dat was ook het geval in 2015. Voor de derde maal trok Portugal zich vrijwillig terug in 2016.

### 2017 en verder
In 2017 deed Portugal voor de 49ste keer mee aan het Eurovisiesongfestival. In de Portugese voorronde was het voor de eerste keer dat artiesten konden deelnemen in iedere taal. Met het luisterlied Amar pelos dois, gezongen door Salvador Sobral, werd toch gekozen voor een lied in het Portugees. Met succes: Portugal won voor het eerst, waardoor het tevens gastland was van de editie van 2018. Daarbij was het land meteen vertegenwoordigd in de finale, maar deze keer met veel minder succes: Cláudia Pascoal werd met O jardim laatste in eigen land.
In 2019 in Tel Aviv trad Portugal aan met Conan Osíris. Zijn eigenzinnige lied Telemóveis kreeg echter niet genoeg punten voor een finaleplaats. In 2021 nam het land voor het eerst mee met een lied dat volledig in het Engels gezongen werd. The Black Mamba haalde er met Love is on my side de finale en daar de 12de plaats. Met zangeres Maro eindigden de Portugezen in 2022 weer in de top 10: haar ingetogen lied Saudade, saudade kwam in Turijn, vooral dankzij de punten van de vakjury's, tot de negende plaats.

## Portugese deelnames
| Jaar | Artiest            | Titel                                 | Fin. | Ptn. | Semi | Ptn. | Taal                |
| ---- | ------------------ | ------------------------------------- | ---- | ---- | ---- | ---- | ------------------- |
| 1964 | António Calvário   | Oração                                | 13   | 0    |      |      | Portugees           |
| 1965 | Simone de Oliveira | Sol de inverno                        | 13   | 1    |      |      | Portugees           |
| 1966 | Madalena Iglésias  | Ele e ela                             | 13   | 6    |      |      | Portugees           |
| 1967 | Eduardo Nascimento | O vento mudou                         | 12   | 3    |      |      | Portugees           |
| 1968 | Carlos Mendes      | Verão                                 | 11   | 5    |      |      | Portugees           |
| 1969 | Simone de Oliveira | Desfolhada portuguesa                 | 15   | 4    |      |      | Portugees           |
| 1971 | Tonicha            | Menina                                | 9    | 83   |      |      | Portugees           |
| 1972 | Carlos Mendes      | A festa da vida                       | 7    | 90   |      |      | Portugees           |
| 1973 | Fernando Tordo     | Tourada                               | 10   | 80   |      |      | Portugees           |
| 1974 | Paulo de Carvalho  | E depois do adeus                     | 14   | 3    |      |      | Portugees           |
| 1975 | Duarte Mendes      | Madrugada                             | 16   | 16   |      |      | Portugees           |
| 1976 | Carlos do Carmo    | Uma flor de verde pinho               | 12   | 24   |      |      | Portugees           |
| 1977 | Os Amigos          | Portugal no coração                   | 14   | 18   |      |      | Portugees           |
| 1978 | Gemini             | Da-li-dou                             | 17   | 5    |      |      | Portugees           |
| 1979 | Manuela Bravo      | Sobe, sobe, balão sobe                | 9    | 64   |      |      | Portugees           |
| 1980 | José Cid           | Um grande, grande amor                | 7    | 71   |      |      | Portugees           |
| 1981 | Carlos Paião       | Play-back                             | 18   | 9    |      |      | Portugees           |
| 1982 | Doce               | Bem-bom                               | 13   | 32   |      |      | Portugees           |
| 1983 | Armando Gama       | Esta balada que te dou                | 13   | 33   |      |      | Portugees           |
| 1984 | Maria Guinot       | Silêncio e tanta gente                | 11   | 38   |      |      | Portugees           |
| 1985 | Adelaide Ferreira  | Penso em ti, eu sei                   | 18   | 9    |      |      | Portugees           |
| 1986 | Dora               | Não sejas mao para mim                | 14   | 28   |      |      | Portugees           |
| 1987 | Nevada             | Neste barco à vela                    | 18   | 15   |      |      | Portugees           |
| 1988 | Dora               | Voltarei                              | 18   | 5    |      |      | Portugees           |
| 1989 | Da Vinci           | Conquistador                          | 16   | 39   |      |      | Portugees           |
| 1990 | Nucha              | Há sempre alguém                      | 20   | 9    |      |      | Portugees           |
| 1991 | Dulce Pontes       | Lusitana paixão                       | 8    | 62   |      |      | Portugees           |
| 1992 | Dina               | Amor d'água fresca                    | 17   | 26   |      |      | Portugees           |
| 1993 | Anabela            | A cidade (até ser dia)                | 10   | 60   |      |      | Portugees           |
| 1994 | Sara Tavares       | Chamar a música                       | 8    | 73   |      |      | Portugees           |
| 1995 | Tó Cruz            | Baunilha e chocolate                  | 21   | 5    |      |      | Portugees           |
| 1996 | Lúcia Moniz        | O meu coração não tem cor             | 6    | 92   |      |      | Portugees           |
| 1997 | Célia Lawson       | Antes do adeus                        | 24   | 0    |      |      | Portugees           |
| 1998 | Alma Lusa          | Se eu te pudesse abraçar              | 12   | 36   |      |      | Portugees           |
| 1999 | Rui Bandeira       | Como tudo começou                     | 21   | 12   |      |      | Portugees           |
| 2001 | MTM                | Só sei ser feliz assim                | 17   | 18   |      |      | Portugees           |
| 2003 | Rita Guerra        | Deixa-me sonhar (só mais uma vez)     | 22   | 13   |      |      | Portugees en Engels |
| 2004 | Sofia Vitória      | Foi magia                             | X    | X    | 15   | 27   | Portugees           |
| 2005 | 2B                 | Amar                                  | X    | X    | 17   | 51   | Portugees en Engels |
| 2006 | Nonstop            | Coisas do nada (gonna make you dance) | X    | X    | 19   | 26   | Portugees en Engels |
| 2007 | Sabrina            | Dança comigo (vem ser feliz)          | X    | X    | 11   | 88   | Portugees en Engels |
| 2008 | Vânia Fernandes    | Senhora do mar                        | 13   | 69   | 2    | 120  | Portugees           |
| 2009 | Flor-de-Lis        | Todas as ruas do amor                 | 15   | 57   | 8    | 70   | Portugees           |
| 2010 | Filipa Azevedo     | Há dias assim                         | 18   | 43   | 4    | 89   | Portugees           |
| 2011 | Homens da Luta     | A luta é alegria                      | X    | X    | 18   | 22   | Portugees           |
| 2012 | Filipa Sousa       | Vida minha                            | X    | X    | 13   | 39   | Portugees           |
| 2014 | Suzy               | Quero ser tua                         | X    | X    | 11   | 39   | Portugees           |
| 2015 | Leonor Andrade     | Há um mar que nos separa              | X    | X    | 14   | 19   | Portugees           |
| 2017 | Salvador Sobral    | Amar pelos dois                       | 1    | 758  | 1    | 370  | Portugees           |
| 2018 | Cláudia Pascoal    | O jardim                              | 26   | 39   | X    | X    | Portugees           |
| 2019 | Conan Osíris       | Telemóveis                            | X    | X    | 15   | 51   | Portugees           |
| 2021 | The Black Mamba    | Love is on my side                    | 12   | 153  | 4    | 239  | Engels              |
| 2022 | Maro               | Saudade, saudade                      | 9    | 207  | 4    | 208  | Portugees en Engels |
| 2023 | Mimicat            | Ai coração                            | 23   | 59   | 9    | 74   | Portugees           |
| 2024 | Iolanda            | Grito                                 | 10   | 152  | 8    | 58   | Portugees           |
| 2025 | Napa               | Deslocado                             | 21   | 50   | 9    | 56   | Portugees           |

## Punten
In de periode 1964-2025. Punten gegeven in de halve finales zijn in deze tabellen niet meegerekend.
| Plaats | Land                | Punten |
| ------ | ------------------- | ------ |
| 1      | Italië              | 266    |
| 2      | Spanje              | 265    |
| 3      | Verenigd Koninkrijk | 198    |
| 4      | Duitsland           | 187    |
| 5      | Frankrijk           | 177    |

| Plaats | Land        | Punten |
| ------ | ----------- | ------ |
| 1      | Frankrijk   | 243    |
| 2      | Spanje      | 201    |
| 3      | Zwitserland | 167    |
| 4      | Nederland   | 127    |
| 5      | IJsland     | 87     |
| 5      | Luxemburg   | 87     |

### Twaalf punten gegeven aan Portugal
| Aantal | Land                | Wanneer                                |
| ------ | ------------------- | -------------------------------------- |
| 6      | Frankrijk           | 1976, 1999, 2001, 2017 (j+t), 2024 (j) |
| 4      | Spanje              | 1993, 1994, 2017 (j+t)                 |
| 3      | Nederland           | 1993, 2017 (j+t)                       |
| 2      | IJsland             | 2017 (j+t)                             |
| 2      | Israël              | 2017 (j+t)                             |
| 2      | Litouwen            | 2017 (j+t)                             |
| 2      | Noorwegen           | 1996, 2017 (t)                         |
| 2      | Tsjechië            | 2017 (j), 2021 (j)                     |
| 2      | Verenigd Koninkrijk | 2017 (j), 2024 (j)                     |
| 2      | Zwitserland         | 2017 (j+t)                             |
| 1      | Armenië             | 2017 (j)                               |
| 1      | België              | 2017 (t)                               |
| 1      | Cyprus              | 1996                                   |
| 1      | Duitsland           | 2017 (t)                               |
| 1      | Finland             | 2017 (t)                               |
| 1      | Georgië             | 2017 (j)                               |
| 1      | Hongarije           | 2017 (j)                               |
| 1      | Kroatië             | 2024 (j)                               |
| 1      | Letland             | 2017 (j)                               |
| 1      | Oostenrijk          | 2017 (t)                               |
| 1      | Polen               | 2017 (j)                               |
| 1      | San Marino          | 2017 (j)                               |
| 1      | Servië              | 2017 (j)                               |
| 1      | Slovenië            | 2017 (j)                               |
| 1      | Turkije             | 1975                                   |
| 1      | Zweden              | 2017 (j)                               |

(j) = vakjury; (t) = televoting

### Twaalf punten gegeven door Portugal
(Vetgedrukte landen waren ook de winnaar van dat jaar.)
| Jaar | Land                | Jaar | Land                | Jaar | Land                          | Jaar | Land                       |
| ---- | ------------------- | ---- | ------------------- | ---- | ----------------------------- | ---- | -------------------------- |
| 1975 | Frankrijk           | 1989 | Verenigd Koninkrijk | 2005 | Roemenië                      | 2022 | Spanje (j) Oekraïne (t)    |
| 1976 | Verenigd Koninkrijk | 1990 | IJsland             | 2006 | Oekraïne                      | 2023 | Australië (j) Oekraïne (t) |
| 1977 | Verenigd Koninkrijk | 1991 | Italië              | 2007 | Oekraïne                      | 2024 | Zwitserland (j) Israël (t) |
| 1978 | Luxemburg           | 1992 | Malta               | 2008 | Oekraïne                      | 2025 | Italië (j) Israël (t)      |
| 1979 | Israël              | 1993 | Frankrijk           | 2009 | Moldavië                      |      |                            |
| 1980 | Italië              | 1994 | Ierland             | 2010 | Spanje                        |      |                            |
| 1981 | Duitsland           | 1995 | Noorwegen           | 2011 | Spanje                        |      |                            |
| 1982 | Duitsland           | 1996 | Verenigd Koninkrijk | 2012 | Spanje                        |      |                            |
| 1983 | Luxemburg           | 1997 | Italië              | 2014 | Oostenrijk                    |      |                            |
| 1984 | Spanje              | 1998 | Israël              | 2015 | Italië                        |      |                            |
| 1985 | Italië              | 1999 | Duitsland           | 2017 | Azerbeidzjan (j) Moldavië (t) |      |                            |
| 1986 | België              | 2001 | Frankrijk           | 2018 | Estland (j) Spanje (t)        |      |                            |
| 1987 | Italië              | 2003 | Spanje              | 2019 | Nederland (j) Spanje (t)      |      |                            |
| 1988 | Zwitserland         | 2004 | Spanje              | 2021 | Bulgarije (j) Frankrijk (t)   |      |                            |

(j) = vakjury; (t) = televoting
1964 · 1965 · 1966 · 1967 · 1968 · 1969 · 1970 · 1971 · 1972 · 1973 · 1974 · 1975 · 1976 · 1977 · 1978 · 1979 · 1980 · 1981 · 1982 · 1983 · 1984 · 1985 · 1986 · 1987 · 1988 · 1989 · 1990 · 1991 · 1992 · 1993 · 1994 · 1995 · 1996 · 1997 · 1998 · 1999 · 2000 · 2001 · 2002 · 2003 · 2004 · 2005 · 2006 · 2007 · 2008 · 2009 · 2010 · 2011 · 2012 · 2013 · 2014 · 2015 · 2016 · 2017 · 2018 · 2019 · 2020 · 2021 · 2022 · 2023 · 2024 · 2025